# Las furias (pel·lícula de 2016)
Las furias és una pel·lícula dramàtica espanyola del 2016 escrita i dirigida pel dramaturg Miguel del Arco en el que és la seva opera prima. És protagonitzada per Carmen Machi, Alberto San Juan i Bárbara Lennie. Es tracta d'una pel·lícula sobre la família, les mentides i la falta de comunicació, que el director defineix així: "La cinta retrata a la societat fonamentalment en la incapacitat de pactar".

## Sinopsi
La Marga, la matriarca de la família Ponte Alegre, està disposada a vendre la casa d'estiueig de la família, així que anima els seus tres fills a anar-hi per triar tants objectes com vulguin conservar.

## Repartiment
- Nuria García	...	Furia 1
- Marta López Mazorra ...	Furia 2
- Ángela Peral	...	Furia 3
- Carmen Machi	...	Casandra
- Pere Arquillué	...	Gus
- Alberto San Juan...	Aki
- Gonzalo de Castro...	Héctor
- Emma Suárez	 ...	Ana
- Mercè Sampietro...	Marga
- José Sacristán	 	...	Leo
- Lucía Balas	 ...	María niña
- Macarena Sanz	 ...	María
- Bárbara Lennie	...	Julia

## Crítiques
| «                                | "Sobre el paper, elements més que suficients perquè 'Las furias' funcioni. Però alguna cosa passa i la joguina neix avariat. (...) les peces no acaben d'encaixar i l'excés acaba per devorar a la intensitat. (...) Puntuació: ★★ (sobre 5)" | » |
| — Quim Casas: Diari El Periódico | |   |

| «                              | "Destaca (...) per la seva eloqüència narrativa i estilística (...) Per la seva naturalesa espasmòdica i teatral, 'Les fúries' troba filiació en precisos films de Sam Mendes, P.T. Anderson o Woody Allen. (...) Puntuació: ★★★½ (sobre 5)" | » |
| — Sergio F. Pinilla: Cinemanía | |   |

## Nominacions i premis
Macarena Sanz fou nominada a la millor actriu revelació a les Medalles del Cercle d'Escriptors Cinematogràfics de 2016 i al Premi Unión de Actores a la millor actriu de repartiment de cinema. També fou nominada a l'Espiga d'Or de la Seminci de 2016. Nogensmenys, va rebre el "premi al pitjor director" als Premis YoGa 2017.